# 圣亚历山大科隆纳堂
圣亚历山大科隆纳堂（英語：Sant'Alessandro in Colonna）是一座巴洛克风格的罗马天主教教堂，位于意大利伦巴第大区贝加莫的圣亚历山大街。
该堂的历史可追溯到早期教会，该堂在1447年建筑倒塌后，在17世纪晚期至18世纪之间进行了修复。外面矗立着一根古罗马柱子，于1618年修复，传统认为圣亚历山大在那里殉难。
中殿两侧各有四个小堂。在祭衣间，有洛伦佐·洛托画派的《哀悼基督》、亚历山德罗·邦维西诺的《圣母朝拜圣婴》（1512年），以及贾科莫·加瓦齐的《松鼠圣母》。祭衣间还有一幅埃内亚·萨尔梅吉亚的《天主圣三》，由洛托的一幅作品复制。
在左侧耳堂的祭坛，是杰罗姆·罗曼诺的《圣母领报》，在右侧的耳堂，靠近基督圣体小堂，是乔万·保罗·卡瓦尼亚的《圣伯多禄、保禄和基道霍在荣耀中》。